# Автомобиль-цистерна

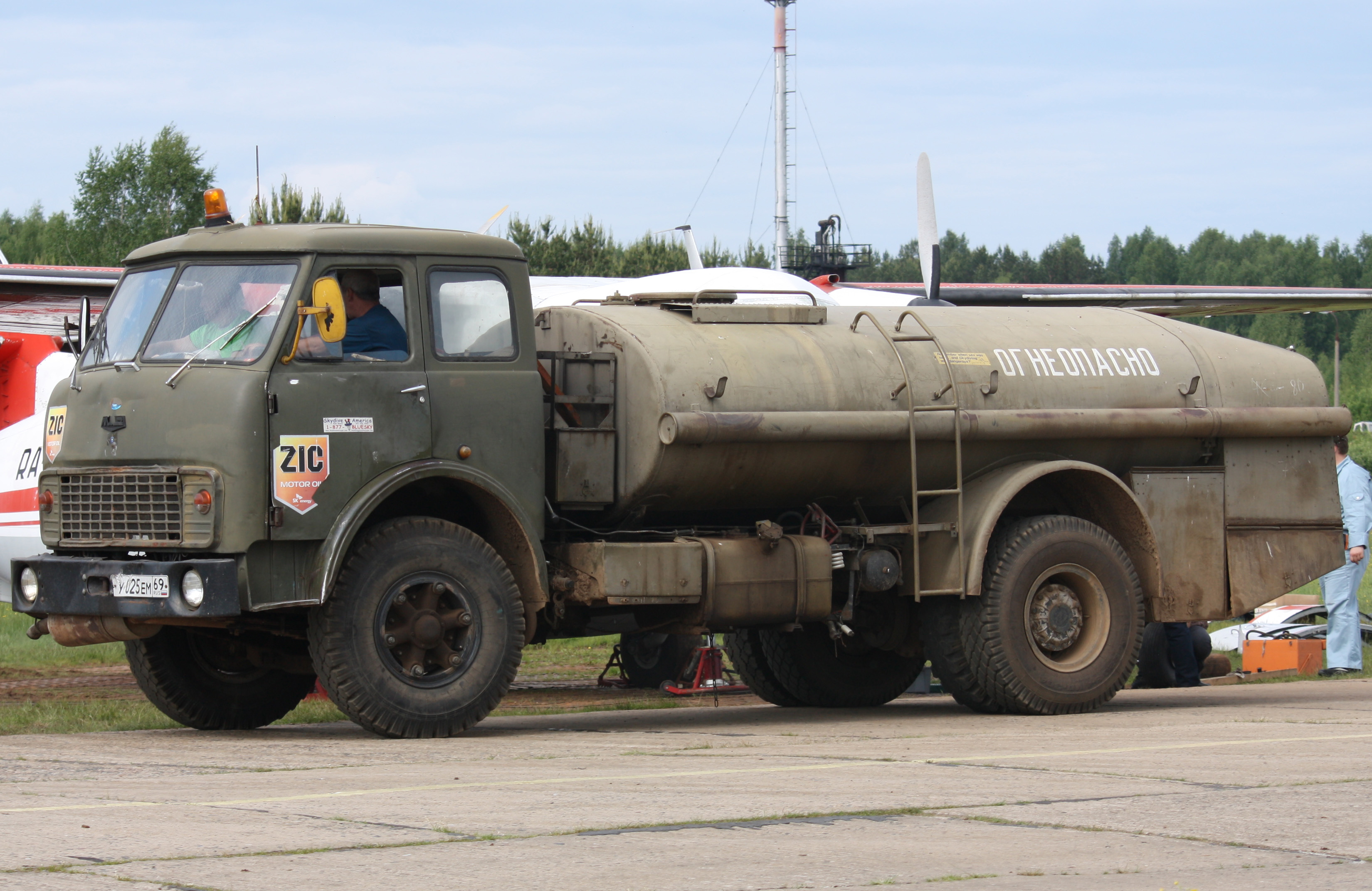
Автомобиль-цистерна (топливозаправщик аэродромный ТЗА-7,5-500А) с авиационным керосином в аэропорту

Автомоби́ль-цисте́рна — автомобиль, оборудованный цистерной. Предназначен для перевозки и временного хранения жидкостей (нефтепродуктов, пищевых продуктов), сыпучих грузов, сжиженных газов.

## Параметры цистерны

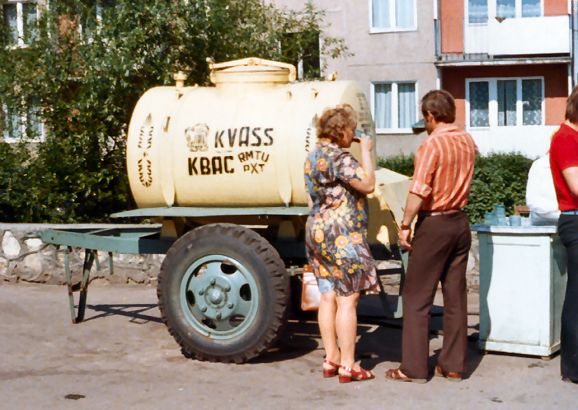
Автоцистерна-прицеп АЦПТ-0,9 для кваса

Ёмкость цистерны составляет от 0,8 м³ до 40 м³. Она может иметь цилиндрическую, коническую, эллиптическую, прямоугольную, чемоданную форму. Материалы, из которого изготавливают сосуд — сталь, алюминиевые сплавы, нержавеющая сталь или пластмасса. Чёрное железо используется в качестве основного материала всё реже, это связано с его высоким весом относительно алюминиевых сплавов или нержавеющей стали. Алюминиевые сплавы используются при производстве цистерн для перевозки светлых нефтепродуктов, нержавеющая сталь — при производстве сосудов для перевозки пищевых жидкостей, химических жидкостей, топлива.
Некоторые типы перевозимых продуктов требуют соблюдения температурного режима, что, в свою очередь, отражается на конструкции цистерн — с изоляцией (битум, молоко и др.) или без изоляции (светлые нефтепродукты). Цистерны могут быть многосекционными или моносекционными.

## Виды автомобилей-цистерн
- Бензовоз
- Молоковоз

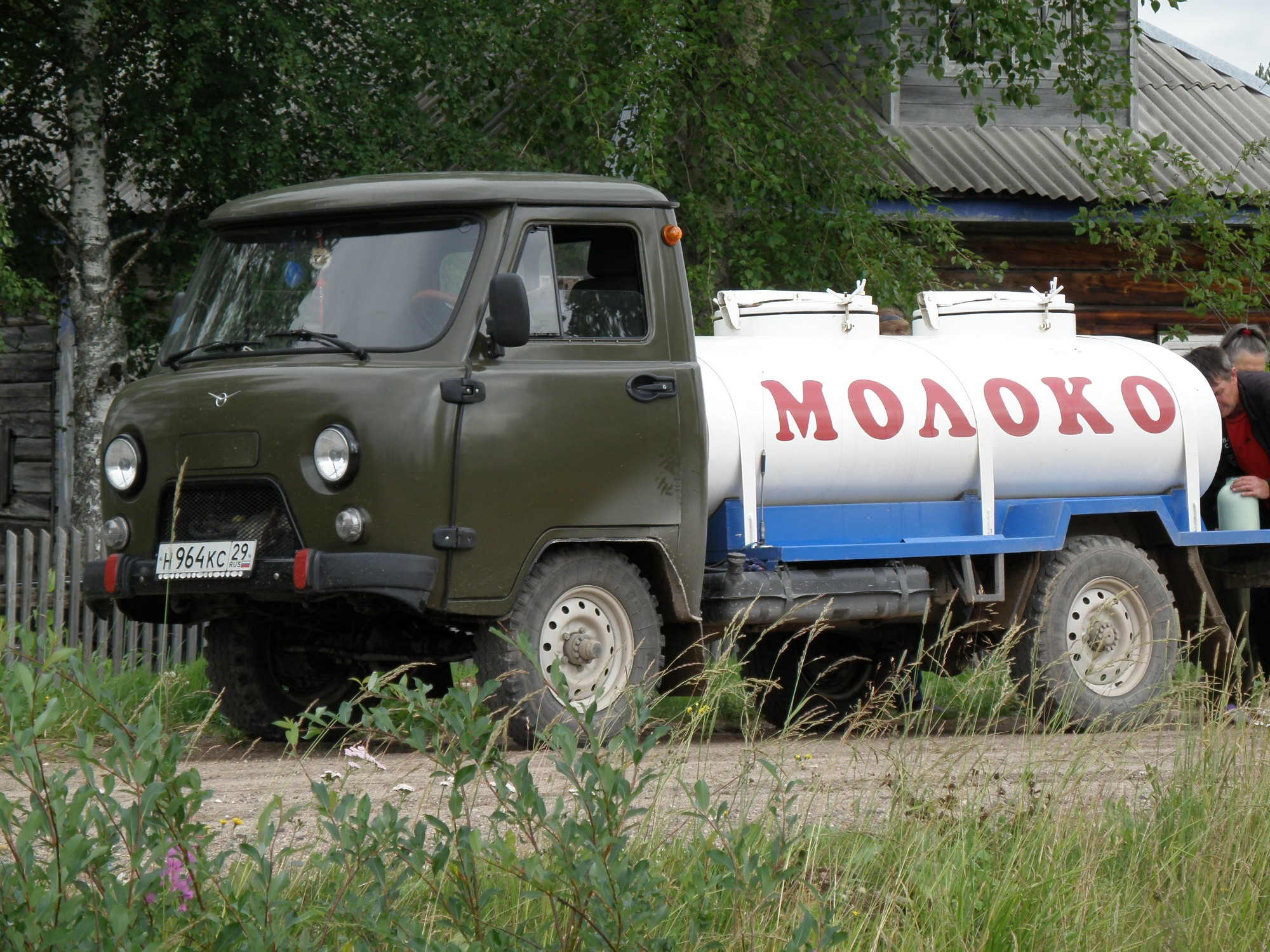
Молоковоз на базе УАЗ-452

- Автоцистерна для перевозки химических веществ
- Автомобиль-газовоз
- Водовоз
- Автоцистерна пожарная